# Mala Tokmatchka
Mala Tokmatchka (en ukrainien : Мала Токмачка) ou Malaïa Tokmatchka (en russe : Малая Токмачка) est un village du Raïon de Polohy, oblast de Zaporijjia, en Ukraine. Sa population s'élevait à 3 037 habitants.

## Géographie
Le village se trouve à quelques kilomètres au sud-est de la ville d'Orikhiv sur la route vers Polohy.
Mala Tokmatchka est traversée par la Konka